# Ronald Knecht
Ronald Knecht (* 1961) ist ein ehemaliger deutscher Basketballspieler.

## Laufbahn
Knecht spielte in Koblenz, dann beim TSV 1860 Hagen. Er verließ den Zweitligisten 1984 und spielte fortan für die BG Steiner-Optik Bayreuth. Mit der Mannschaft gelang ihm im Spieljahr 1984/85 unter der Leitung von Trainer Tom Schneeman der angestrebte Wiederaufstieg in die Basketball-Bundesliga. 1985 zog Knecht mit Bayreuth (damals noch Zweitligist) ins Endspiel des DBB-Pokals ein, dort unterlag man dem ASC Göttingen. Mit Bayreuth kam Knecht auch zu Einsätze im Europapokal. 1987 wechselte der 2,06 Meter lange Innenspieler innerhalb der Bundesliga zum TV 1862 Langen, stieg mit der Mannschaft in der Saison 1987/88 jedoch in die 2. Basketball-Bundesliga ab.
Im Jahr 1986 bestritt er seine beiden einzigen A-Länderspiele für die bundesdeutschen Nationalmannschaft, beide gegen die Schweiz.
Nach dem Ende seiner Leistungssportkarriere spielte Knecht in der deutschen Altherrennationalmannschaft. Beruflich wurde er im Finanzwesen tätig, arbeitete zeitweilig in Luxemburg, in Frankfurt am Main und dann in den Vereinigten Staaten.